# Lago Schwarzsee (Blatten)
O Lago Schwarzsee (Blatten) Literalmente “O Lago Negro” é um lago localizado em Blatten no cantão de Valais, na Suíça.